# Czerw pustyni

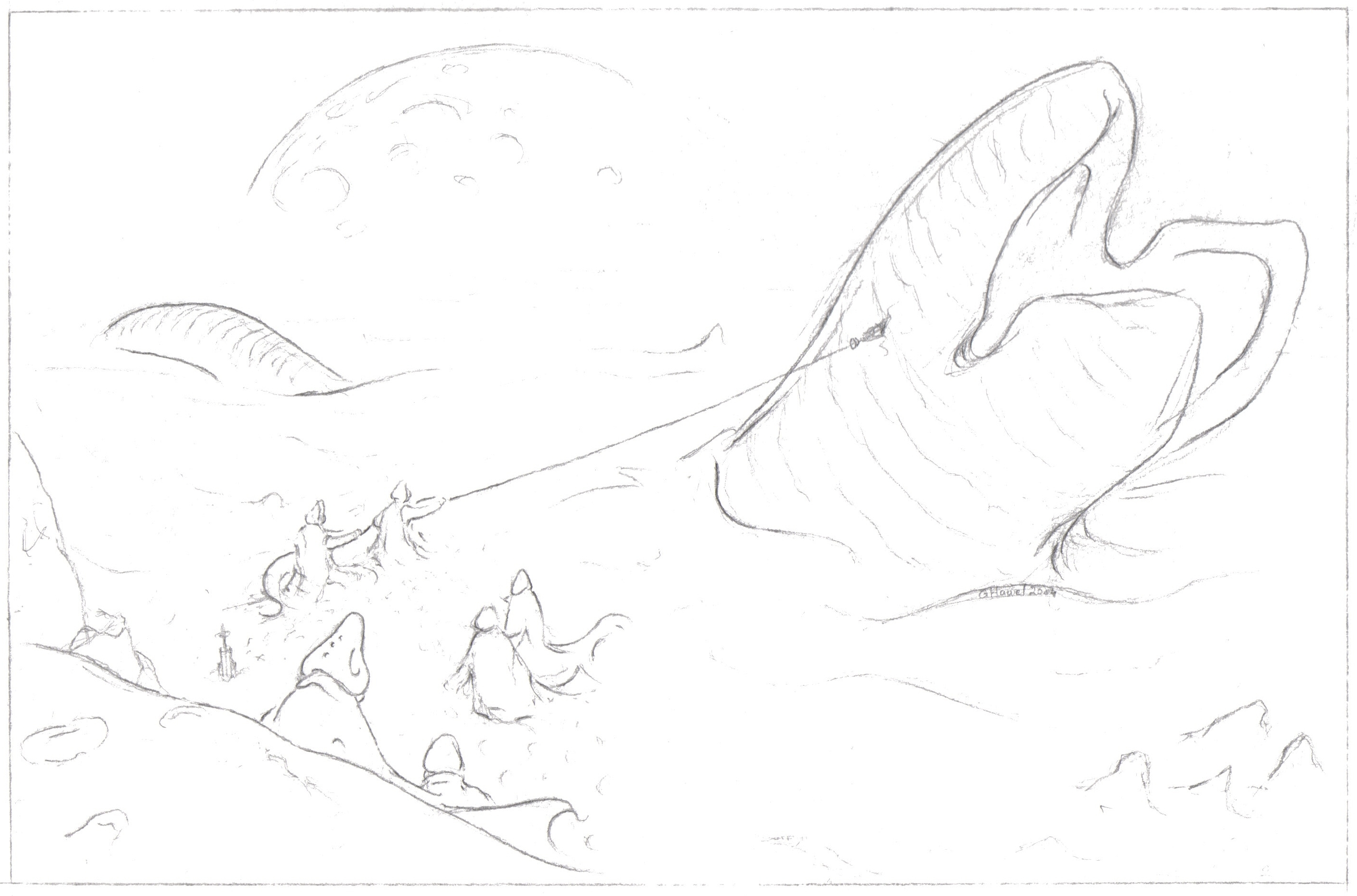
Czerw i Fremeni

Czerw pustyni (lub w innym tłumaczeniu piaskal) – fikcyjna pozaziemska forma życia z Uniwersum Diuny, opisana w powieściach Franka Herberta.
Czerwie pustyni żyją na planecie Arrakis, przez Fremenów nazywane są Szej-huludami lub Stworzycielami. Czerwie są stworami z wyglądu przypominającymi ziemskie pierścienice, jednak o wiele większymi – ich długość może sięgać kilkuset metrów, przy czym potwierdzone są obserwacje czerwi o długości nawet ponad 400 metrów i średnicy 40 metrów. Pokryte są na całej długości łuskami, które chronią je przed wszechogarniającym piaskiem. Poruszają się głównie pod ziemią, jednak Fremeni opracowali metodę wywabiania czerwi na powierzchnię pustyni za pomocą dudników (urządzeń wydających rytmiczne odgłosy), aby wykorzystywać je jako środek transportu. Z zębów czerwi Fremeni wytwarzają krysnoże – ich święte oręże. Kto ujrzał taki nóż – którego istnienie było głęboko skrywaną tajemnicą – nie mógł bez pozwolenia Fremenów opuścić Arrakis. Krysnoże wytwarzano w dwóch odmianach: trwałej i nietrwałej. Nóż w wersji nietrwałej rozpadał się jeżeli był oddalony od ciała dłużej niż tydzień.

## Czerw pustyni jako środek transportu
Po wywabieniu czerwia z piasków Diuny Fremeni, wykorzystując haki stworzyciela, wychodzili na jego „grzbiet”. Sztuka korzystania z czerwia jako środka transportu polegała na utrzymaniu go na powierzchni piasku (poza sporadycznymi sytuacjami czerw przemieszcza się pod nim). Aby tego dokonać, Fremeni wbijali haki stworzyciela pod jedną z łusek pokrywających piaskala. Jej odgięcie powodowało, że czerw nie nurkował pod powierzchnię. Łuski skrywały delikatne ciało czerwia, który unikał kontaktu z piaskiem, wskutek czego przekręcał uchyloną łuskę ku górze. W ten sposób Fremeni mogli podróżować na nim nawet kilka dni. Wyczerpany w ten sposób czerw był całkowicie niegroźny – zakopywał się na jakiś czas w piasku, by odpocząć, przestawał reagować na sygnały otoczenia do czasu odzyskania sił.
Fremeni wykorzystywali także olbrzymie cielsko czerwia do likwidacji napotkanych zagrożeń – z uwagi na olbrzymie rozmiary stworzenia po prostu rozjeżdżali wrogi cel.